# Luis Prais
Luis Prais, vollständiger Name Luis Prais Bernardo, (* 24. Februar 1925 in Montevideo; † 2. Januar 2005) war ein uruguayischer Fußballspieler und Trainer.

## Spielerkarriere

### Verein
Defensivakteur Prais, der auf der Position des linken Halfs eingesetzt wurde, gehörte von 1944 bis 1948 dem Kader des Club Atlético Peñarol in der Primera División an. In den Spielzeiten 1944 und 1945 gewann sein Verein die Uruguayische Meisterschaft. Teils wird er auch noch im Jahr 1949 dort geführt. In der Stammformation jenes Jahres findet er allerdings keine Erwähnung. 1949 wechselte er nach Spanien zum FC Barcelona. In der Spielzeit 1949/50 absolvierte er lediglich ein Erstligaspiel (kein Tor) am 20. November 1949 gegen Celta Vigo, lief ansonsten nur im Reservemannteam des spanischen Klubs auf und kam zudem für die Erste Mannschaft noch bei der 4:7-Niederlage gegen den FC Valencia im Rahmen der Copa Eva Duarte zum Einsatz. Im Alter von 25 Jahren beendete er seine Karriere.

### Nationalmannschaft
Prais war Mitglied der A-Nationalmannschaft Uruguays, für die er vom 5. Januar 1946 bis zu seinem letzten Einsatz am 23. Januar 1946 vier Länderspiele absolvierte. Ein Länderspieltor erzielte er nicht. Andere Quellen führen für Prais fünf Länderspieleinsätze im Jahr 1946. Er gehörte dem Aufgebot Uruguays bei der Südamerikameisterschaft 1946 an. Zudem nahm er mit Uruguay an der Copa Rio Branco 1946 teil.

### Erfolge
- Uruguayischer Meister: 1944, 1945

## Trainertätigkeit
1980 hatte er kurzzeitig ein Engagement als Trainer bei Peñarol inne. Er sprang dabei in jenem Krisenjahr des Vereins als Nachfolger des erst im Mai 1980 auf Dino Sani folgenden José Etchegoyen gemeinsam mit Prof. Kistenmacher übergangsweise ein, nachdem sich Etchegoyen nur zwei Monate im Amt hatte halten können. Alsbald übernahm dann – ebenfalls nur für einen kurzen Zeitraum – Alcides Ghiggia die Trainingsleitung von Prais.